# Смолий, Яков Васильевич
Я́ков Васи́льевич Смоли́й (укр. Яків Васильович Смолій; род. 1 февраля 1961, Вербовец, Тернопольская область) — украинский экономист, банкир, глава Национального банка Украины с 15 марта 2018 года по 3 июля 2020 года
С 11 мая 2017 года исполнял обязанности Главы Национального банка Украины.
В 2016—2017 гг. первый заместитель Председателя НБУ (вопросы наличного обращения, IT и платёжных систем).
В 2014—2016 гг. заместитель Председателя НБУ.
15 марта 2018 года назначен Главой Национального банка Украины. 1 июля 2020 года подал в отставку.
Кандидат экономических наук.

## Биография
Яков Васильевич Смолий родился 1 февраля 1961 года в селе Вербовец (Тернопольская область, УССР).
В 1983 году окончил Львовский национальный университет имени Ивана Франко по специальности «Прикладная математика».
В 1983—1991 годах инженер-программист в нескольких организациях.
С 1991 года работает в банковской системе Украины:
- 1991—1994 годы — ведущий инженер, начальник компьютерного отдела, заместитель начальника Тернопольского областного управления НБУ;
- 1994—2005 годы — начальник управления автоматизации, заместитель председателя правления банка «Аваль»;
- 2006—2014 годы — директор по вопросам банковского бизнеса ООО «Престиж-груп»;
- с 25 апреля 2014 года — заместитель Председателя НБУ;
- с 25 октября 2016 года — первый заместитель Председателя НБУ;
- с 11 мая 2017 года — исполняющий обязанности Председателя НБУ на время отпуска Валерии Гонтаревой;
- с 15 марта 2018 года — Глава Национального банка Украины.
- с 28 марта 2018 года по 17 августа 2020 года — член Совета национальной безопасности и обороны Украины[7][8].
- Лучший глава центробанка в Центральной и Восточной Европе 2019 года по версии издания GlobalMarkets[9].
- 3 июля Верховная Рада Украины отправила в отставку Якова Смолия.

## Глава Национального банка Украины
«Национальный банк должен и дальше оставаться независимым от политического влияния. Политическая независимость позволит Национальному банку эффективно реализовывать свой мандат, обеспечивая ценовую и финансовую стабильность» — из выступления Я.Смолия перед голосованием за избрание его Главой Национального банка Украины 15 марта 2018 года.
В выступлении перед народными депутатами Смолий пообещал сконцентрировать внимание регулятора на следующем:
- сохранение ценовой стабильности, стимулирование экономического роста, интеграция украинской финансовой системы в европейскую;
- развитие и углубление сотрудничества с международными партнёрами Украины: МВФ, ЕБРР, Мировым банком и другими;
- строительство современной, устойчивой, прозрачной банковской системы, способной поддерживать и стимулировать устойчивое экономическое развитие страны путём:
  - возобновления кредитования реального сектора экономики
  - проведения валютной либерализации;
  - обеспечения низких и стабильных темпов инфляции.

1 июля 2020 г. Смолий подал в отставку с поста главы Национального банка, заявив, что принял такое решение из-за «систематического политического давления», которое осуществляется на Нацбанк в течение «длительного времени». 3 июля Рада по предложению Зеленского освободила Смолия от должности.